# Алегорія Миру роботи Канови
Алегорія Миру роботи Канови — алегорична скульптура роботи італійського майстра Антоніо Канова доби ампіру.

## Історія
Скульптура походить зі збірок родини графів Рум'янцевих. Ще батько замовника скульптури, Петро Рум'янцев-Задунайський, накопичив значні грошові суми. що забезпечило йому можливості широкої будівельної діяльності в численних садибах в Білорусі, на сході України в селах Черешеньки та Вишеньки, в підмосковному Троїцькому-Кайнарджи. Імператриця Катерина II поціновує його військові здібності, але намагається утримувати подалі від власного двору і власного улюбленця Григорія Потьомкіна, військові здібності якого не такі значні. Зате Петро Рум'янцев-Задунайський регулярно отримує подарунки від імператриці — землі, картини, власний сервіз порцеляни…
Схильність до мистецтва зберіг і син полководця — граф Микола Петрович, що обрав дипломатичну кар'єру. Під час перебування в Італії він і зробив замову скульптору Антоніо Канові, що обслуговував то двір папи римського, то двір загарбника-француза Наполеона Бонапарта.
Алегорична скульптура, виконана з білого каррарського мармуру, мала уособлювати мирні угоди, сприянню яких доклав зусиль російський вельможа-дипломат. Згодом скульптуру перевезли до Москви. Учнем італійця Канови був також російський скульптор Демут-Малиновський, що пізніше працюватиме на спорудженні монументів для родини Рум'янцевих. Бронзові копії алегоричної скульптури «Мир» Канови роботи Демута-Малиновського стануть частинами монументу графу Петру Рум'янцеву-Задунайському в Гомелі, монументу імператриці Катерині ІІ в селі Феніно, названому так на честь одної з доньок графа.
В роки існування СРСР розпочалися невиправдані реквізиції, продажі за кордон і передачі значних мистецьких скарбів із садиб і палаців в провінційні музеї. Так, в музеї Татарстану потрапили твори італійських митців доби відродження, картини і мармурові скульптури з підмосковних садиб у міста Рильськ, Серпухов, Владивосток, в новостворені музеї союзних республік. Це не сприяло збереженню вартісних садибних збірок і не збагатило провінційні музеї, експозиції яких десятиліттями зберігали фрагментарний, нелогічний характер. Серед переданих творів опинилась і алегорична скульптура « Мир» доби ампір, котра потрапила в Київ.

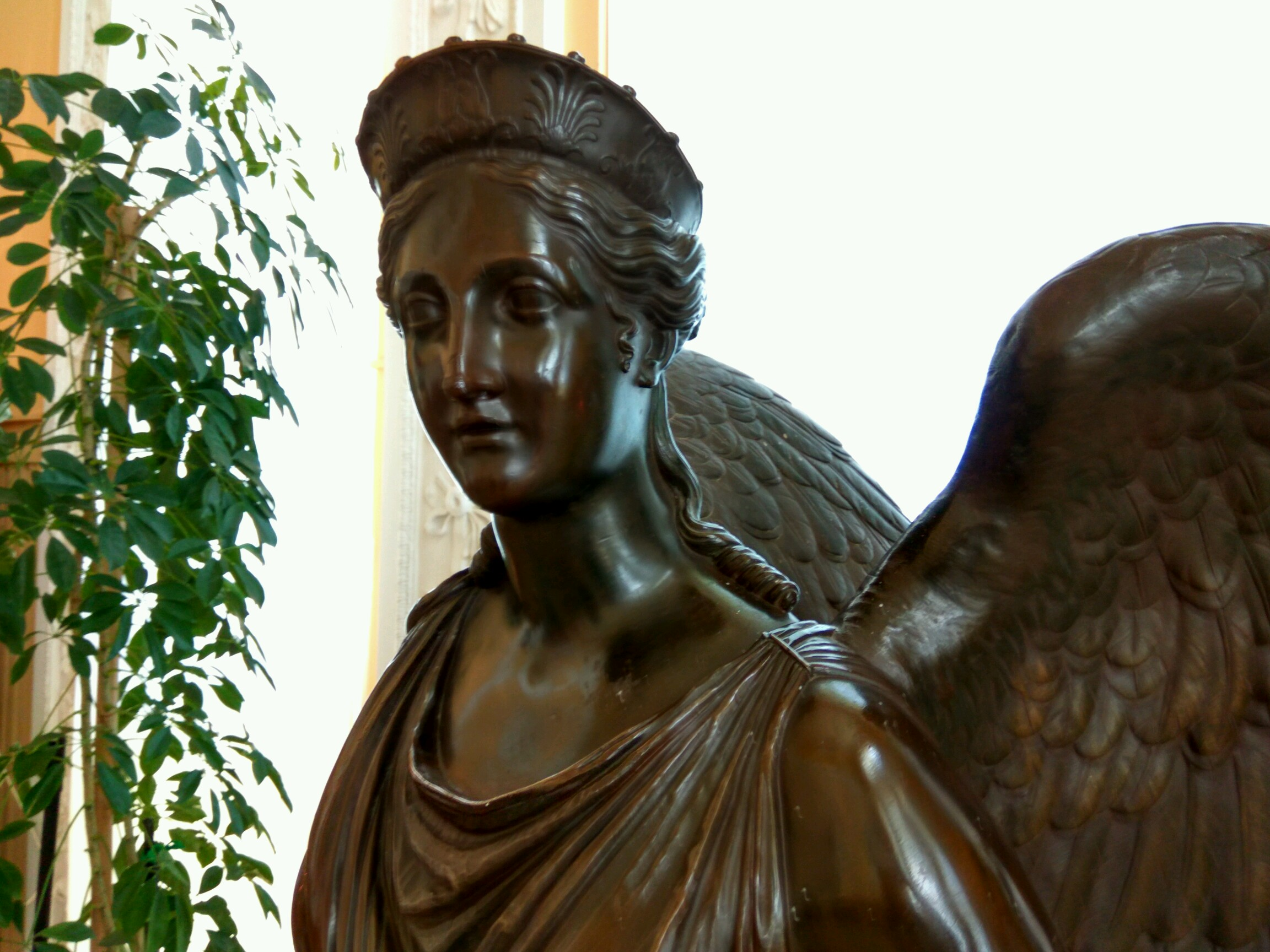
Голова копії мармурової скульптури Алегорія Миру Антоніо Канови. Скульптор В.І. Демут-Малиновский, Після 1826 р.. Гомельський палацово-парковий ансамбль

## Опис твору
Перед глядачами виникає крилата жіноча постать з білого каррарського мармуру. Її обличчя абсолютно холодне, величне, ідеально симетричне з очима, спрямованими в небуття. Жінка спирається на військовий спис, а в руці утримує гілочку миру. Саме ці речі і були пошкоджені в скульптурі, що досить добре збереглася, незважаючи на її вік. Гілочка миру втрачена і потребує відновлення, а верхівка спису давно обламана.
Жінка топче велику змію, котра намагається заповзти на постамент. Вона — уособлення негараздів, що несе кожна війна.